# Tua (fiume)
Il Tua è un affluente del fiume del Douro in Portogallo.

## Corso del fiume
Nasce dalla confluenza dei fiumi Tuela e Rabaçal 4 km a nord del comune di Mirandela (distretto di Bragança) e sfocia nel Douro nella freguesia di Castanheiro del comune di Carrazeda de Ansiães sempre nel distretto di Bragança.

## Affluente
- Ribeira de Carvalhais che nasce nella Sierra da Nogueira.

## Linea del Tua
Il fiume può essere seguito viaggiando in treno sulla linea che porta da Mirandela alla stazione di Tua nella freguesia di Castanheiro.